# Groznyj
Groznyj (in russo Гро́зный?), nota anche come Sölƶa Ġala (in ceceno Соьлжа ГIала), è una città della Russia sud-occidentale situata nel circondario del Caucaso Settentrionale nella Repubblica Cecena, della quale è capitale, nella regione storica della Ciscaucasia.

## Geografia fisica
Groznyj è situata sulle rive del fiume Sunža (che, confluito nell'Argun, sfocia poi nel Terek) sul versante settentrionale del Caucaso e grossomodo al centro della Cecenia. Lambita a nord dalle catene montuose dei monti del Terek e dei monti della Sunža, sorge a metà strada fra le città di Nal'čik (nella Cabardino-Balcaria) e Machačkala (nel Daghestan). Tra i centri abitati più vicini vi sono le cittadine di Gudermes, Argun, Šali, Ačhoj-Martan ed Urus-Martan.
La città è suddivisa nei seguenti 4 distretti:
- Akhmatovskij (prima del 2020 Lenínskij)
- Šeikh-Mansurovskij (prima del 2020 Zavodskoj)
- Visaitovskij (prima del 2020 Staroprompslovskij)
- Bajsangurovskij (prima del 2020 Oktjábr'skij)

### Clima
| Groznyj (1991-2020) Fonte: | Mesi         | Mesi         | Mesi         | Mesi        | Mesi        | Mesi        | Mesi        | Mesi        | Mesi        | Mesi        | Mesi         | Mesi         | Stagioni | Stagioni | Stagioni | Stagioni | Anno  |
| Groznyj (1991-2020) Fonte: | Gen          | Feb          | Mar          | Apr         | Mag         | Giu         | Lug         | Ago         | Set         | Ott         | Nov          | Dic          | Inv      | Pri      | Est      | Aut      | Anno  |
| -------------------------- | ------------ | ------------ | ------------ | ----------- | ----------- | ----------- | ----------- | ----------- | ----------- | ----------- | ------------ | ------------ | -------- | -------- | -------- | -------- | ----- |
| T. max. media (°C)         | 2,3          | 3,7          | 10,1         | 17,3        | 23,2        | 28,2        | 30,8        | 30,6        | 25,1        | 17,2        | 8,8          | 3,5          | 3,2      | 16,9     | 29,9     | 17,0     | 16,7  |
| T. media (°C)              | −1,5         | −0,6         | 4,7          | 10,8        | 16,7        | 21,4        | 23,9        | 23,6        | 18,5        | 11,6        | 4,5          | 0,1          | −0,7     | 10,7     | 23,0     | 11,5     | 11,1  |
| T. min. media (°C)         | −4,2         | −3,7         | 0,8          | 5,7         | 11,5        | 15,9        | 18,2        | 17,9        | 13,4        | 7,3         | 1,4          | −2,5         | −3,5     | 6,0      | 17,3     | 7,4      | 6,8   |
| T. max. assoluta (°C)      | 15,7 (2023)  | 22,3 (2016)  | 32,9 (2013)  | 33,7 (1970) | 38,1 (1961) | 39,1 (1956) | 42,0 (2001) | 41,4 (1940) | 40,7 (2010) | 32,5 (1973) | 23,7 (1992)  | 18,0 (1961)  | 22,3     | 38,1     | 42,0     | 40,7     | 42,0  |
| T. min. assoluta (°C)      | −31,5 (1940) | −30,8 (1972) | −19,1 (1985) | −7,6 (1948) | −3,1 (1949) | 5,6 (1967)  | 9,2 (1992)  | 5,0 (1950)  | −2,7 (1956) | −9,6 (1958) | −23,5 (1953) | −26,6 (1945) | −31,5    | −19,1    | 5,0      | −23,5    | −31,5 |
| Precipitazioni (mm)        | 29           | 24           | 34           | 43          | 67          | 84          | 53          | 48          | 48          | 51          | 36           | 33           | 86       | 144      | 185      | 135      | 550   |

## Etimologia
Il toponimo russo Groznyj significa letteralmente "spaventoso", "terribile" o "tempestoso" sebbene l'interpretazione di questo termine sia ambigua; esso veniva utilizzato anche per riferirsi allo zar Ivan IV di Russia, detto appunto "il Terribile". In lingua cecena la città è nota come Sölƶa Ġala, toponimo composto dal nome ceceno del fiume Sunža e dalla parola cecena per il termine città.
Durante l'esistenza della repubblica separatista nel 1996 fu rinominata ufficialmente in Dƶovxar-Ġala (in ceceno Джовхар-ГIала) in onore di Džochar Dudaev, il primo presidente della Repubblica cecena di Ichkeria. I guerriglieri ceceni continuano talvolta ad indicarla come Džochar o Djohar. Nel dicembre 2005, il parlamento ceceno votò per rinominarla Akhmadkala in onore di Achmat Kadyrov, proposta respinta dal figlio di quest'ultimo Ramzan Kadyrov, allora Primo ministro.

## Storia

### Fondazione
La città venne fondata nel 1818 dai cosacchi del Terek come avamposto militare, responsabile del controllo russo nel settore caucasico. Per far spazio alla nascente cittadina numerosi villaggi indigeni vennero rasi al suolo. Fra questi si ricordano Kuli-Yurt, Yandara, Sunsha-Yurt. Al termine dell'annessione operata dall'impero zarista nei primi decenni dell'800, la fortezza divenne obsoleta, e fu riconvertita in centro residenziale civile. Questa crebbe piuttosto lentamente fino alla fine del secolo, quando cominciò un certo sviluppo derivante dallo sfruttamento dei giacimenti petroliferi della zona circostante. Intorno ai giacimenti si sviluppò un'economia di indotto fatta di industrie petrolchimiche e meccaniche. La cittadina divenne un importante snodo di passaggio degli oleodotti caucasici e uno dei più popolosi centri della regione (con più di 30.000 abitanti ai primi del '900).

### Era sovietica

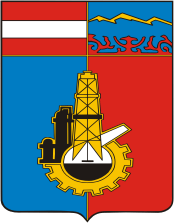
Stemma sovietico della città adottato nel 1969.

Durante la Rivoluzione d'ottobre le milizie bolsceviche guidate da Nikolaj Ansimov conquistarono Groznyj, facendone ben presto uno dei principali centri di irradiamento della rivoluzione nel Caucaso settentrionale. La guarnigione posta a difesa della città respinse numerosi attacchi portati dai lealisti Cosacchi durante le prime fasi della Guerra civile russa. Tuttavia, con l'arrivo dell'armata bianca del generale Anton Denikin i rivoluzionari furono costretti ad abbandonare Groznyj, che fu catturata dall'Armata Bianca nel febbraio 1919. Un anno dopo l'Armata Rossa riuscì a sconfiggere Denikin e ad annettere nuovamente la città, che divenne la capitale del territorio ceceno nell'ambito della neocostituita RSSA delle Montagne. Nel 1922 la repubblica venne dissolta, e la regione cecena venne declassata a semplice provincia (Oblast) dell'URSS. Questa situazione permase fino al 1936, quando i territori ceceni e ingusci vennero unificati in una Repubblica Autonoma, la RSSA Ceceno-Inguscia.
Nel 1944 l'intera popolazione cecena e inguscia venne deportata, come misura punitiva per la mancata resistenza offerta dalle popolazioni locali di fronte all'avanzata dell'esercito tedesco durante l'Operazione Barbarossa. l'Armata Rossa operò in quel frangente numerose esecuzioni di massa, mentre molti altri cittadini perirono durante il trasporto in Siberia. Secondo i documenti interni dell'NKVD più del 20% della popolazione residente all'epoca della deportazione perse la vita durante la deportazione e nel successivo periodo di cattività nei Gulag sovietici. Il Parlamento europeo ha riconosciuto nel 2004 l'azione condotta dall'Unione Sovietica atto di genocidio.
Dopo l'epurazione della componente cecena, Groznyj tornò ad essere un semplice centro amministrativo, nel quale vennero sistemati migliaia di profughi russi rimasti senza casa durante la seconda guerra mondiale. Alla morte di Stalin le popolazioni autoctone furono autorizzate a tornare nelle loro terre, ricostituite come Repubblica Autonoma Ceceno-Inguscia. Il reintegro dei ceceni a Groznyj non fu tuttavia facile, giacché la città era ormai massicciamente abitata da russi. Questo fatto causò una degenerazione nei rapporti interetnici fra le due componenti, intenzionate a guadagnare l'egemonia sulle leve politiche ed economiche della comunità. Secondo il sociologo Georgy Derluguyan la struttura sociale iniziò a delinearsi secondo uno schema raffrontabile con quello presente nell'Algeria francese, nella quale la classe dominante era rappresentata da una esigua minoranza di origine francese che si imponeva sulla maggioranza autoctona tramite il controllo degli apparati politici e il monopolio delle professioni qualificate. Nello stesso modo, rileva Derluguyan, nella Groznyj degli anni cinquanta — sessanta la minoranza russa controllava il dispositivo politico locale del PCUS e deteneva i più ambiti (e meglio retribuiti) posti di lavoro nell'ambito del settore amministrativo e petrolchimico. Lo status quo, sovente agitato da sollevazioni delle classi più disagiate, era mantenuto da un alto livello di sviluppo, durante il quale le condizioni della popolazione crebbero notevolmente, attirando ulteriore inurbamento e promuovendo la nascita dei numerosi quartieri residenziali che hanno caratterizzato il panorama di Groznyj fino ai primi anni 2000. Alla fine dell'era sovietica la città contava circa 400.000 abitanti, in gran parte ceceni, ma con una forte minoranza russa attestata intorno al 25%.

### Il collasso dell'Unione Sovietica
Durante le convulse fasi che portarono al crollo dell'URSS, Groznyj divenne il centro di un attivo movimento separatista, guidato dal generale dell'aeronautica ceceno Džochar Dudaev. Collegato alle attività politiche guidate da Dudaev, si inquadra il processo di allontanamento (il più delle volte forzato) della minoranza russa dalla città. Il fenomeno, radicalizzatosi con l'acuirsi delle tensioni fra il governo russo e gli insorti ceceni, prese secondo alcuni la forma di una vera e propria pulizia etnica. Non mancano voci contrastanti, come quella degli economisti russi Boris Lvin e Andrej Illarionov, secondo i quali l'analisi dei flussi non indicherebbe una emigrazione russa da territori esterni al "nucleo originario" della loro nazione maggiore rispetto ad altre analoghe situazioni, e che il gigantesco esodo occorso a cavallo tra il 1994 e il 1996 sarebbe diretta conseguenza dei bombardamenti operati dalla stessa aeronautica russa durante la Prima guerra cecena.
I tentativi russi di rovesciare la leadership di Dudaev, nel frattempo divenuto presidente della Repubblica cecena di Ichkeria, culminarono in un tentato colpo di Stato sventato proprio nelle strade di Groznyj, quando le forze paramilitari fedeli al governo distrussero quelle leali a Mosca catturando decine di militari russi e scatenando così l'aggressione diretta dell'Esercito Federale.

### La prima guerra cecena

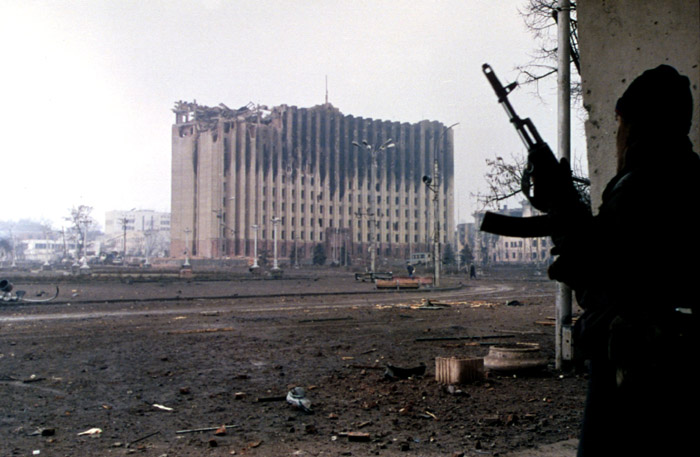
Il palazzo presidenziale di Groznyj, gennaio 1995.

Durante la Prima guerra cecena la città venne pesantemente bombardata, e fu successivamente teatro di aspri scontri che si protrassero fino alla primavera del 1995. L'utilizzo indiscriminato di esplosivi da parte di entrambe le forze trasformarono la città in un cumulo di macerie, fra le quali perirono migliaia di militari e un numero imprecisato di civili. Gran parte di questi ultimi era di nazionalità russa, giacché gli abitanti di etnia cecena, che sovente avevano la possibilità di sfollare presso amici e parenti fuori città, riuscirono in buona parte a mettersi in salvo dalle distruzioni. L'occupazione russa della città durò fino all'agosto 1996, quando una forza di 1500-3000 miliziani indipendentisti riconquistò la città con un blitz. A seguito del cessate il fuoco e dei successivi accordi di Khasavyurt la città tornò capitale di una repubblica indipendente, col nome di Džochar in onore del presidente ceceno, rimasto ucciso pochi mesi prima che il conflitto avesse termine.

### La seconda guerra cecena

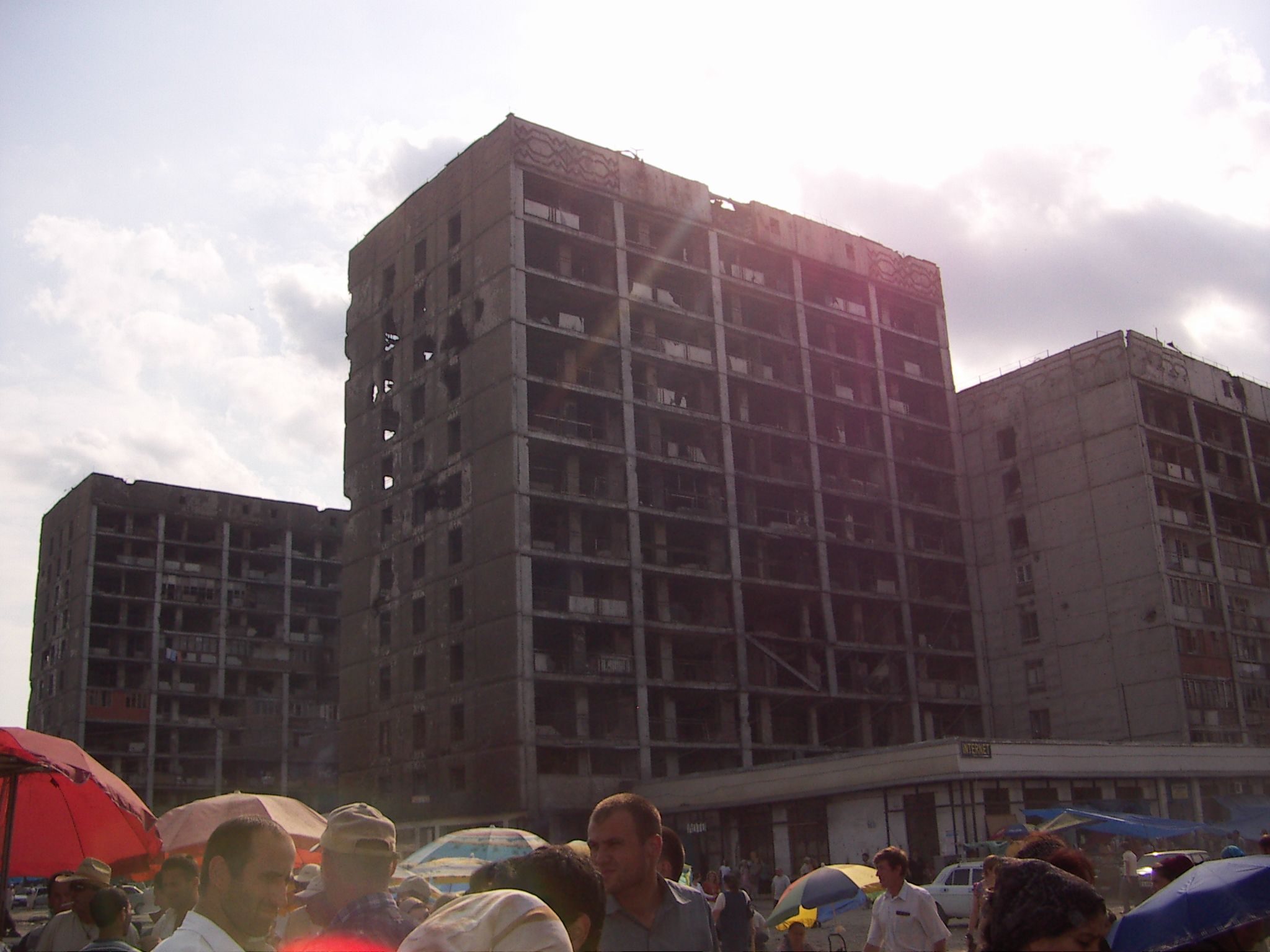
Appartamenti danneggiati, 2006

La seconda invasione russa si abbatté su una città ancora danneggiata, determinandone la completa distruzione. Fra le rovine di Groznyj si combatté la principale battaglia del conflitto, con il consueto massiccio utilizzo di esplosivi sia da parte dell'artiglieria e dell'aviazione russe sia da parte dei gruppi di fuoco ceceni, armati con gran quantità di RPG. Il 25 ottobre 1999 l'aviazione russa bombardò il centro cittadino, dove stava avendo luogo il mercato, uccidendo circa 140 persone e ferendone centinaia. L'artiglieria federale concentrò i propri sforzi sulla demolizione dei palazzi residenziali, che durante la guerra precedente avevano offerto un notevole vantaggio strategico alla fanteria leggera cecena. Durante il conflitto la città ha subito un volume di devastazione tale da essere classificata nel 2000 come la città più distrutta al mondo.

### Dopo la guerra

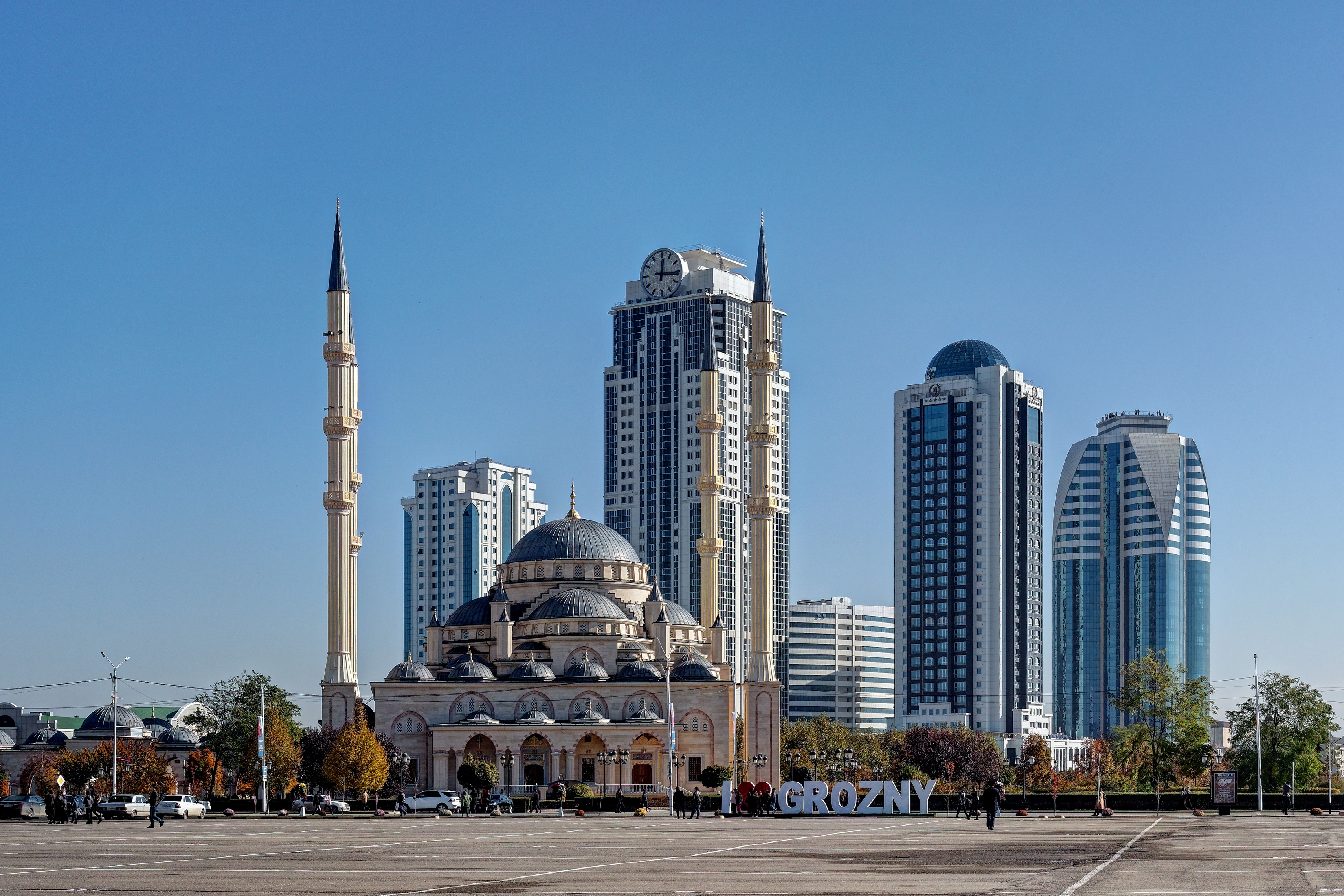
La moschea Akhmad Kadyrov e il nuovo quartiere commerciale

Ad oggi la Cecenia è stata reintegrata come repubblica autonoma all'interno della Federazione Russa. Gli organi amministrativi e istituzionali hanno sede a Groznyj. Fino al 2006 il prolungarsi dello stato di guerra e le turbolente vicende attraversate dal governo filo russo installato dopo l'occupazione della città avevano impedito l'avvio di un serio piano di ricostruzione, ragion per cui su 60.000 appartamenti distrutti, soltanto 900 erano stati ricostruiti. Dal 2009, col varo di un ambizioso piano concordato tra Vladimir Putin e l'allora Primo Ministro della Repubblica Cecena Ramzan Kadyrov, la ricostruzione è effettivamente iniziata, procedendo a ritmo spedito. Ad oggi gran parte dei quartieri abitativi è stata ricostruita, mentre nel nuovo centro cittadino sono sorti numerosi edifici di nuova concezione, come la moschea, qualificata come una delle più grandi in tutta la Russia. Il tessuto industriale della città sta vivendo una seconda vita, dopo essere stato totalmente distrutto durante la guerra. La Repubblica Cecena, e di conseguenza Groznij, è considerata come una delle regioni più finanziate dal Governo. Di conseguenza, la capitale della repubblica caucasica presenta condizioni di vita migliori rispetto ai vicini territori.

## Cultura
A Groznyj sono presenti 5 teatri:

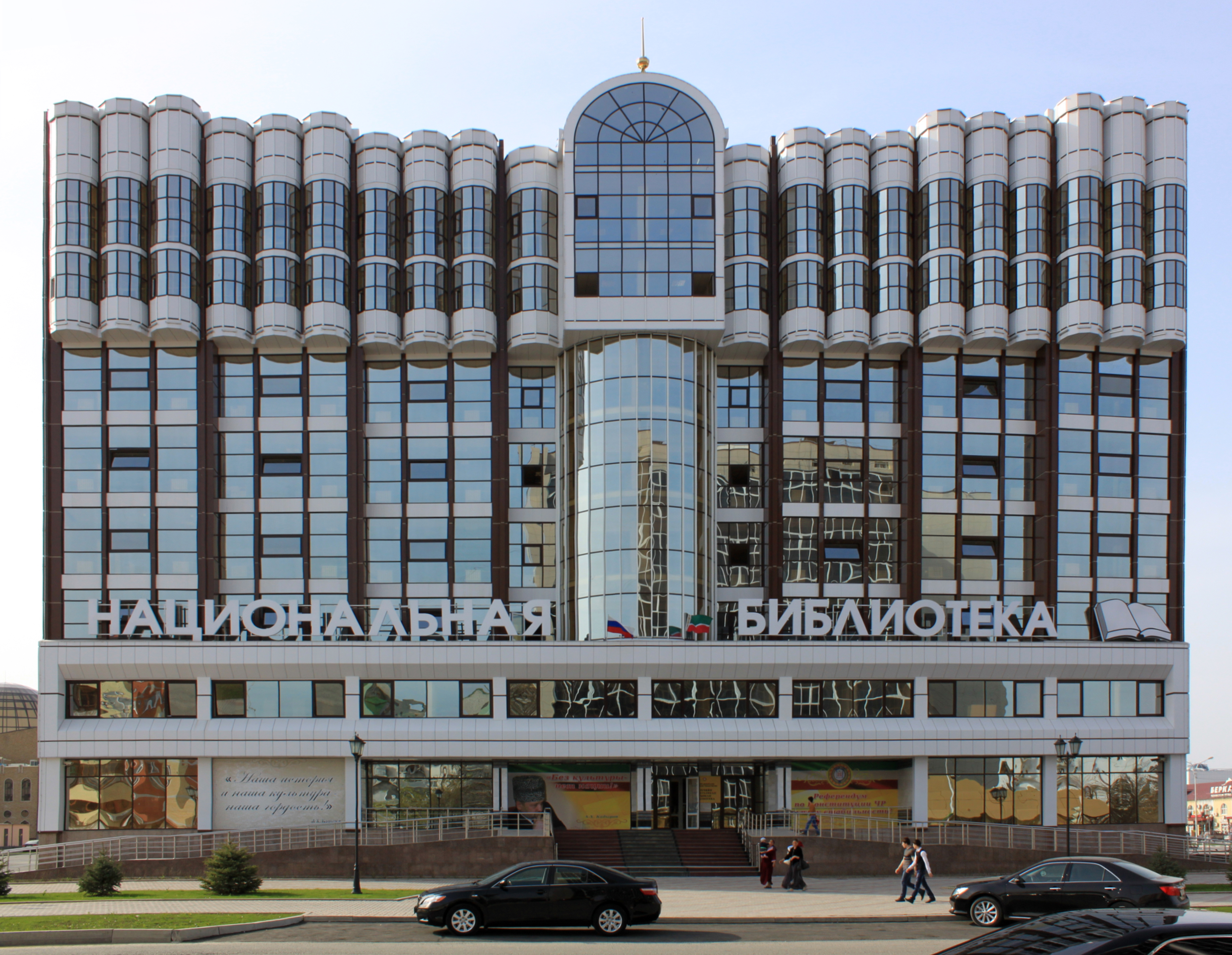
La Biblioteca Nazionale Cecena

- Teatro russo di Groznyj "Lermantov"
- Teatro governativo ceceno "Nuradilov"
- Teatro governativo ceceno per i giovani spettatori
- Teatro governativo ceceno "Serlo"
- Ensemble governativo folkloristico "Nokcho"

Due biblioteche:
- Biblioteca Nazionale della Repubblica Cecena
- Biblioteca repubblicana infantile della Cecenia

Tre organismi musicali :
- Teatro filarmonico di Groznyj Ensemble "Vainach"

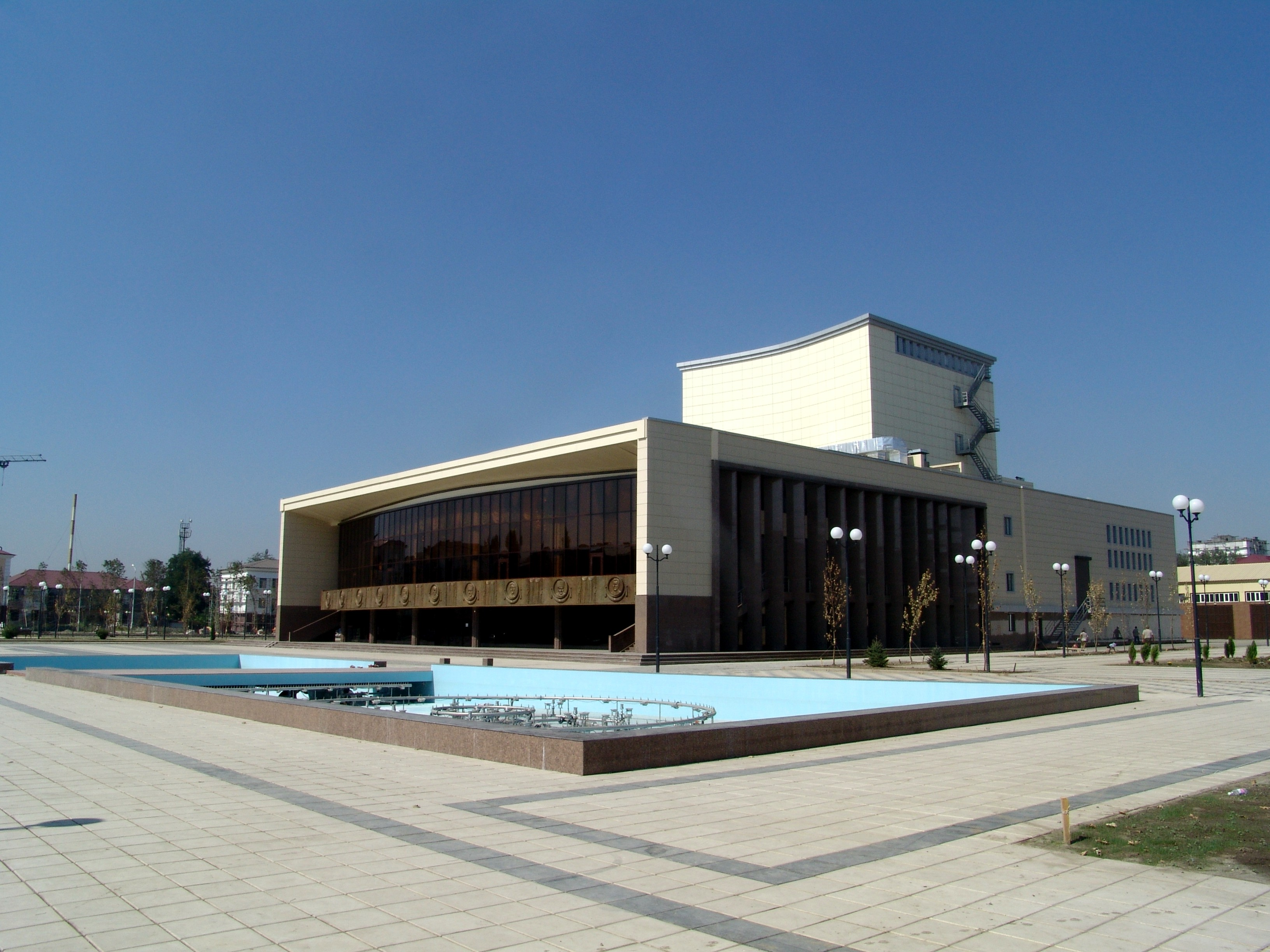
Teatro filarmonico di Groznyj

- Orchestra sinfonica governativa della Repubblica Cecena
- Filarmonica della Repubblica Cecena

Tre musei :
- Museo Nazionale della Repubblica Cecena
- Museo-memoriale "Aidamirov"
- Museo "Achmad Abdulchamidovič Kadyrov"

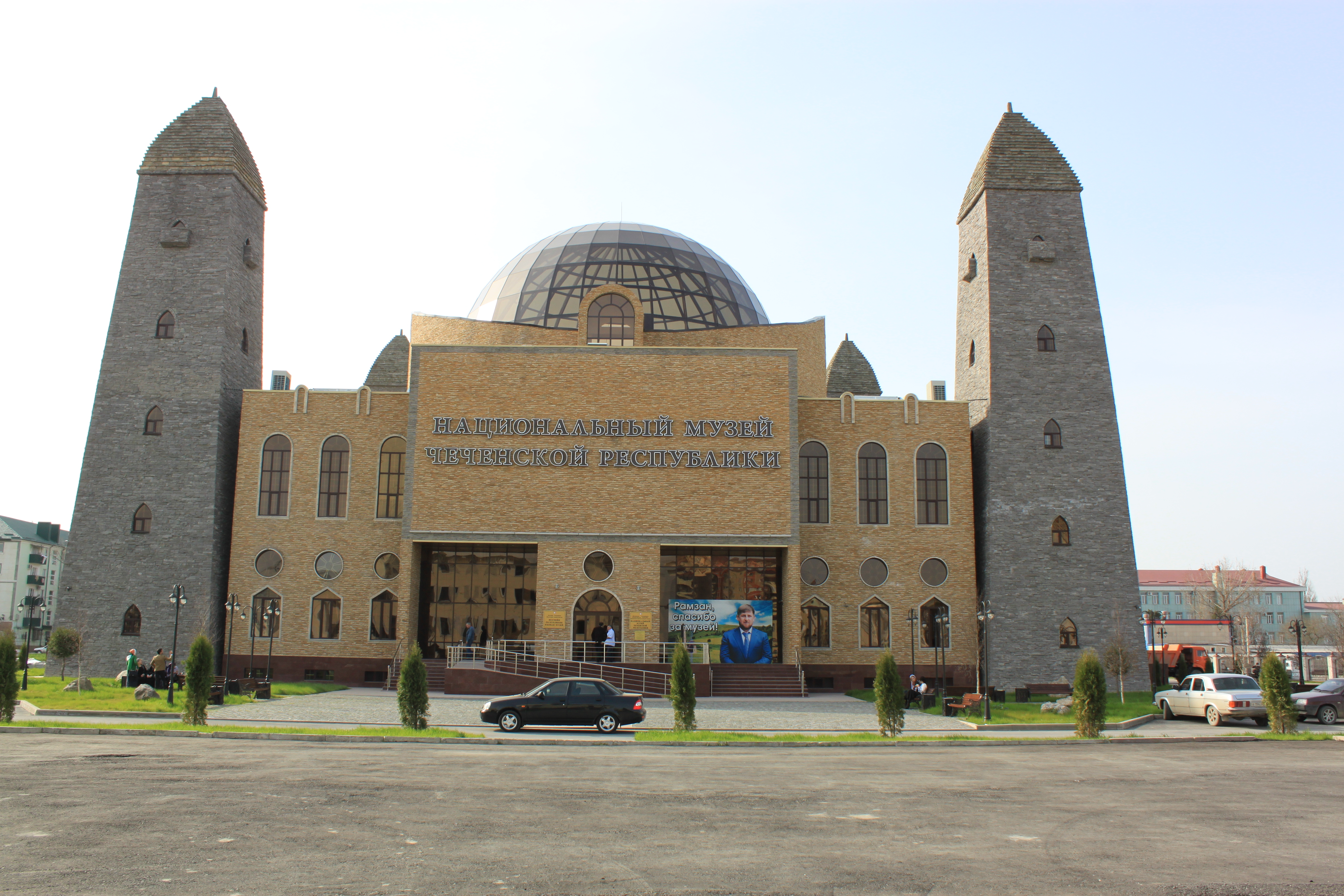
Museo Nazionale della Repubblica Cecena

## Economia
A seguito delle guerre cecene, i pochi stabilimenti sono stati distrutti. Tuttavia, dopo i tragici eventi bellici, il Governo russo e ceceno hanno favorito una ripresa economica abbastanza rapida della città. I maggiori impianti produttivi sono:
- «Грознефтегаз»-"Grozneftgaz"
- «Трансмаш»-"Transmaš"
- «Грозненский электромеханический завод»-"Impianto Elettromeccanico di Groznyj"
- «Электропульт-Грозный»-"Electropult'-Groznyj"
- Грозненская экспериментальная мебельная фабрика-"Fabbrica sperimentale di mobili di Groznyj"
- Швейная фабрика «Беркат»-"Fabbrica d'abbigliamento Berkat"
- Грозненский консервный завод-"Conservificio di Groznyj"
- 4 panifici meccanizzati
- Impianto di produzione di mattoni
- ДОК «Фагус»-"Impresa forestale Fagus"
- «Чеченавто»-"Čečenavto", fabbrica di autoveicoli
- «Энергия+Плюс»-"Ėnergija+Pljus"(Ricerca e sviluppo sperimentale nel campo delle scienze naturali e dell'ingegneria)

## Società

### Evoluzione demografica
La città, che all'inizio degli anni novanta aveva quasi raggiunto il mezzo milione di abitanti, ha visto più che dimezzata la propria popolazione nell'arco di un decennio, a causa delle due guerre cecene. Tuttavia, negli ultimi anni si è registrato un notevole incremento demografico.
Popolazione di Groznyj

## Istruzione

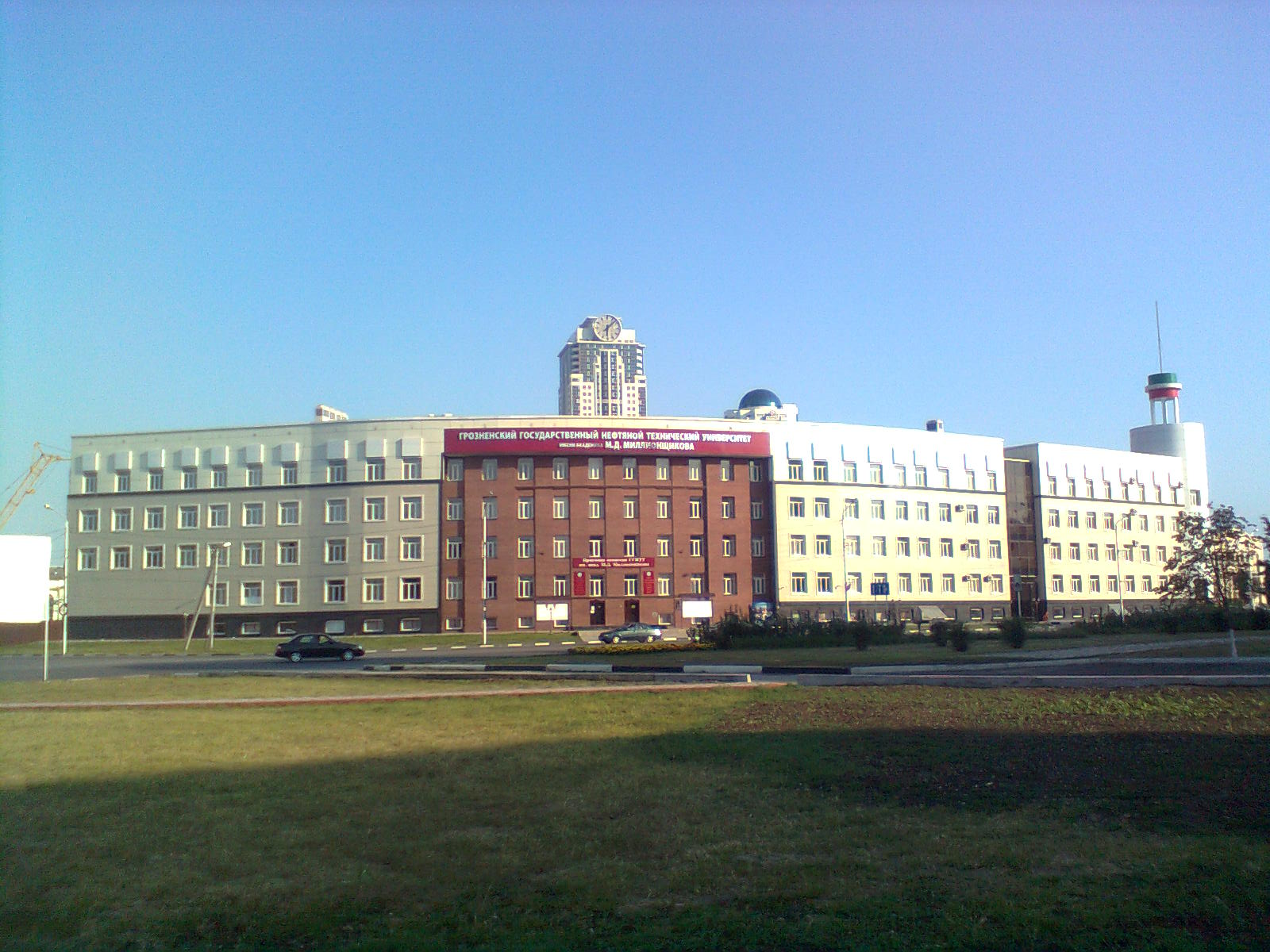
Edificio dell'Università "Millionshikov"

La capitale della Cecenia ha asili nido, scuole elementari e licei, frequentati dagli abitanti di tutta la regione.
A Groznyj hanno sede inoltre diverse Università: 
- l'Università statale cecena
- l'Università governativa pedagogica
- l'Università petrolchimica governativa di Groznyj "Millionschikov"
- l'Università islamica russa "Kunt-Kadgi Kisheiev"

## Infrastrutture e trasporti
A causa dei recenti eventi bellici, la situazione dei trasporti a Groznyj è attualmente molto precaria e la rete tranviaria è fuori servizio. La capitale della Cecenia è servita da 50 autobus e alcuni microbus. La linea ferroviaria funzionante (chiusa nella tratta Groznyj-Nazran'), che si ricongiunge alla linea Rostov-Mahačkala nella vicina città di Gudermes, è stata riaperta nel 2005 e conta vari collegamenti, tra cui anche uno che porta direttamente a Mosca.
I collegamenti con l'esterno sono ad oggi assicurati dal nuovo aeroporto di Groznyj, dal 2009 certificato come l'unico aeroporto internazionale nella regione.

## Religione

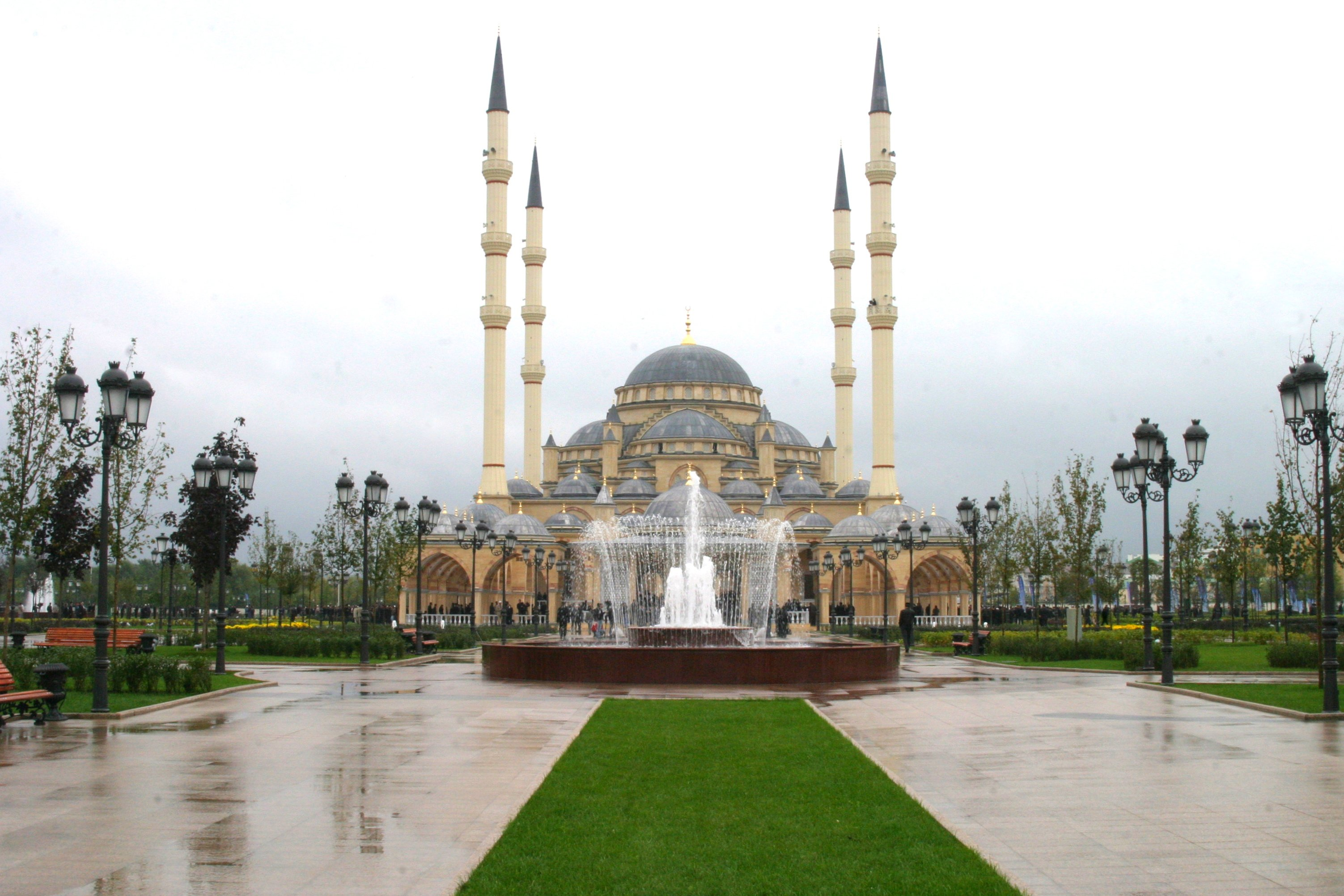
Moschea Akhmad Kadyrov

La principale religione praticata nella città, così come in tutta la Repubblica, è l'Islam di tipo sunnita, che è rappresentato da due tipi di confraternite islamiche: gli Uwaisi e i Qadiriyya. La moschea "Akhmat Kadyrov" è la principale della Cecenia e una tra le più importanti in Russia. La seconda religione praticata è il cristianesimo ortodosso.

## Stampa

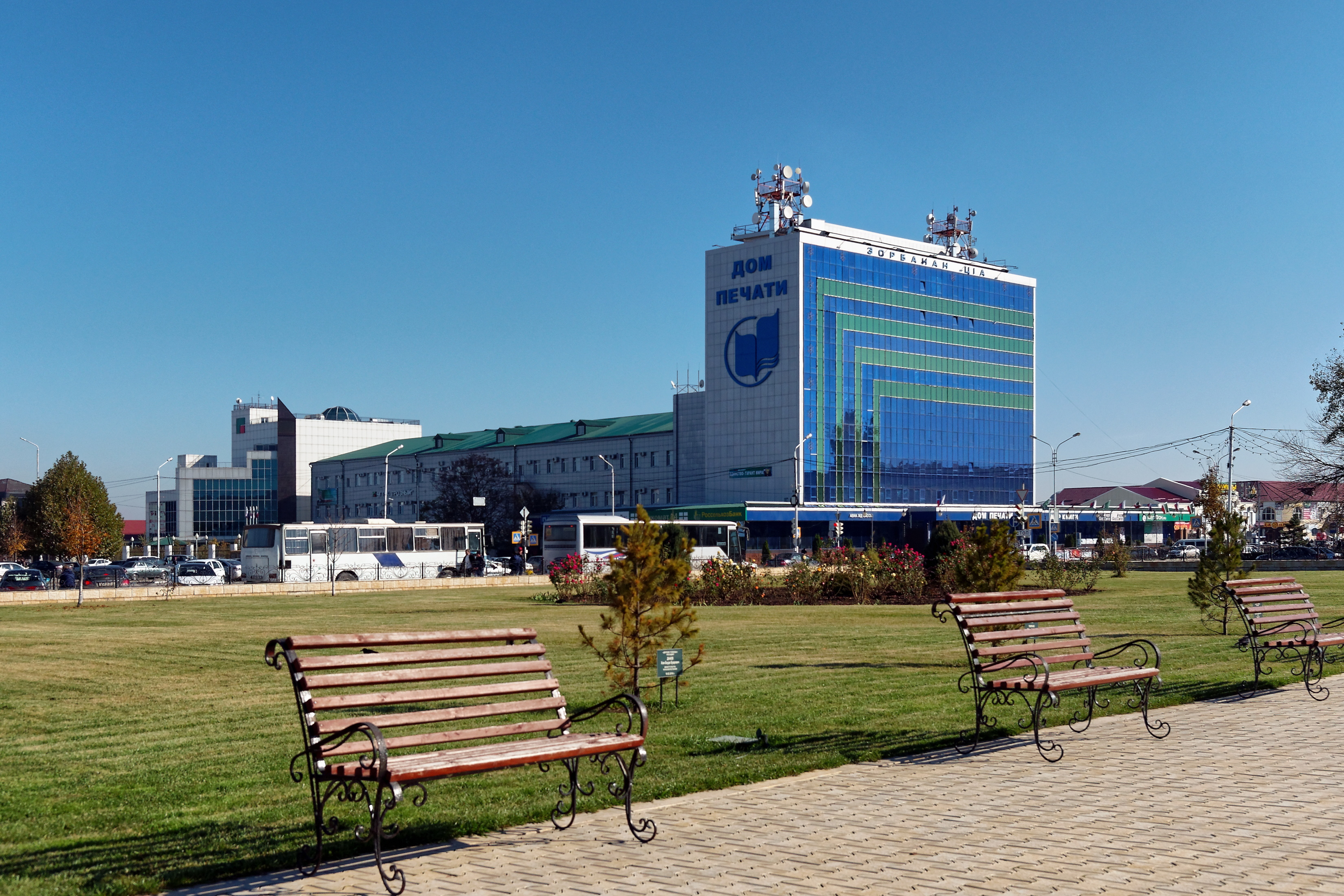
Edificio della stampa locale, ricostruito dopo un attentato

Le principali testate giornalistiche sono:
- Azienda radio-televisiva "Groznyj"
- "Vesti Respubliki"
- "Groznenskij rabocii"
- "Daimoch"
- "Iz ruky v ruku"
- "Molodeg'naia smena"
- "Cecenskoie obcestvo"
- "Zori Islama"
- "Raduga"

## Amministrazione

### Organi di governo
Gli organi di governo municipali della città di Groznyj sono:
- Organo di Rappresentanza di Groznyj-Consiglio dei Deputati della città di Groznyj
- Sindaco della città di Groznyj-Maggiore funzionario della città di Groznyj
- Organo Esecutivo della città di Groznyj-Municipio di Groznyj
- Organo di Controllo della Città di Groznyj-Coorte dei Conti della città di Groznyj

### Gemellaggi
- Cracovia, dal 1997
- Łuków
- Odessa
- Varsavia, dal 1997

## Sport

### Calcio

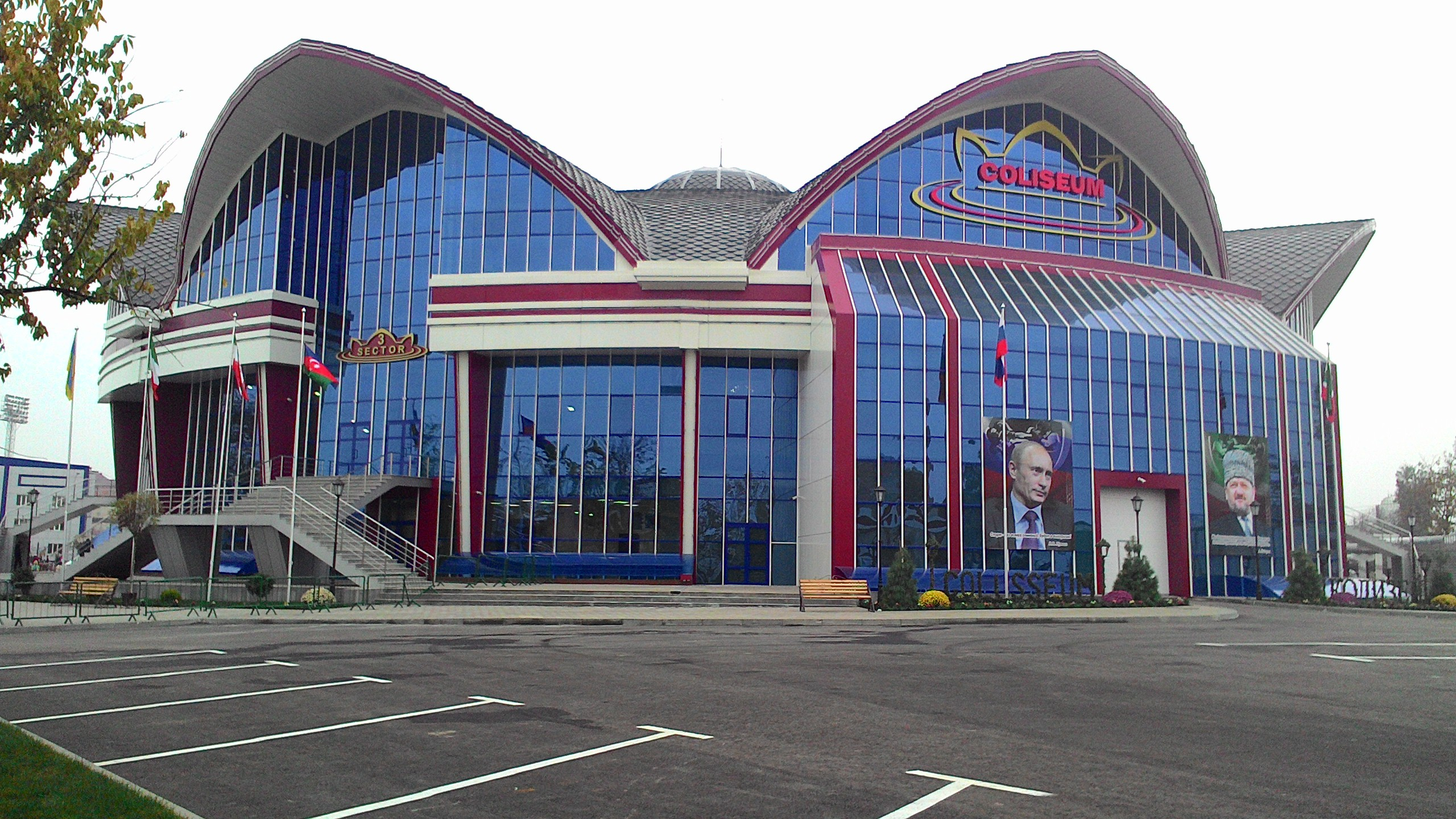
Complesso sportivo Kolisej

La squadra principale della città è l'Achmat Groznyj. La squadra è stata fondata nel 1946 ed ha conquistato la coppa nazionale nella stagione sportiva 2003/04.

### Pallavolo
La squadra più famosa della capitale cecena è il Groznyj, che ha vinto la Coppa dell'URSS sette volte e quello russo dieci volte.

### Arti marziali miste
Il club "Berkut" è la principale associazione sportiva di MMA della città.

### Impianti sportivi
- Terek Stadium stadio di casa della squadra calcistica Terek Groznyj
- Kolisej complesso sportivo con capienza di 4200 persone
- Krepost' Groznaja autodromo con capienza di 1600 persone.

## Galleria d'immagini

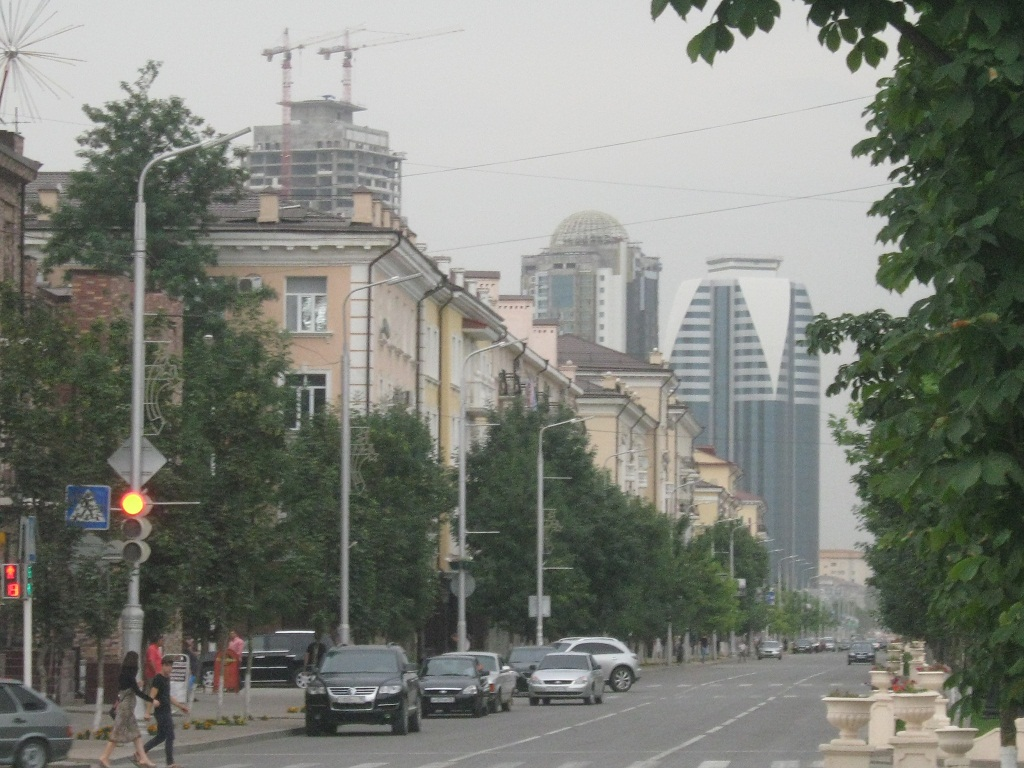
Viale Putin
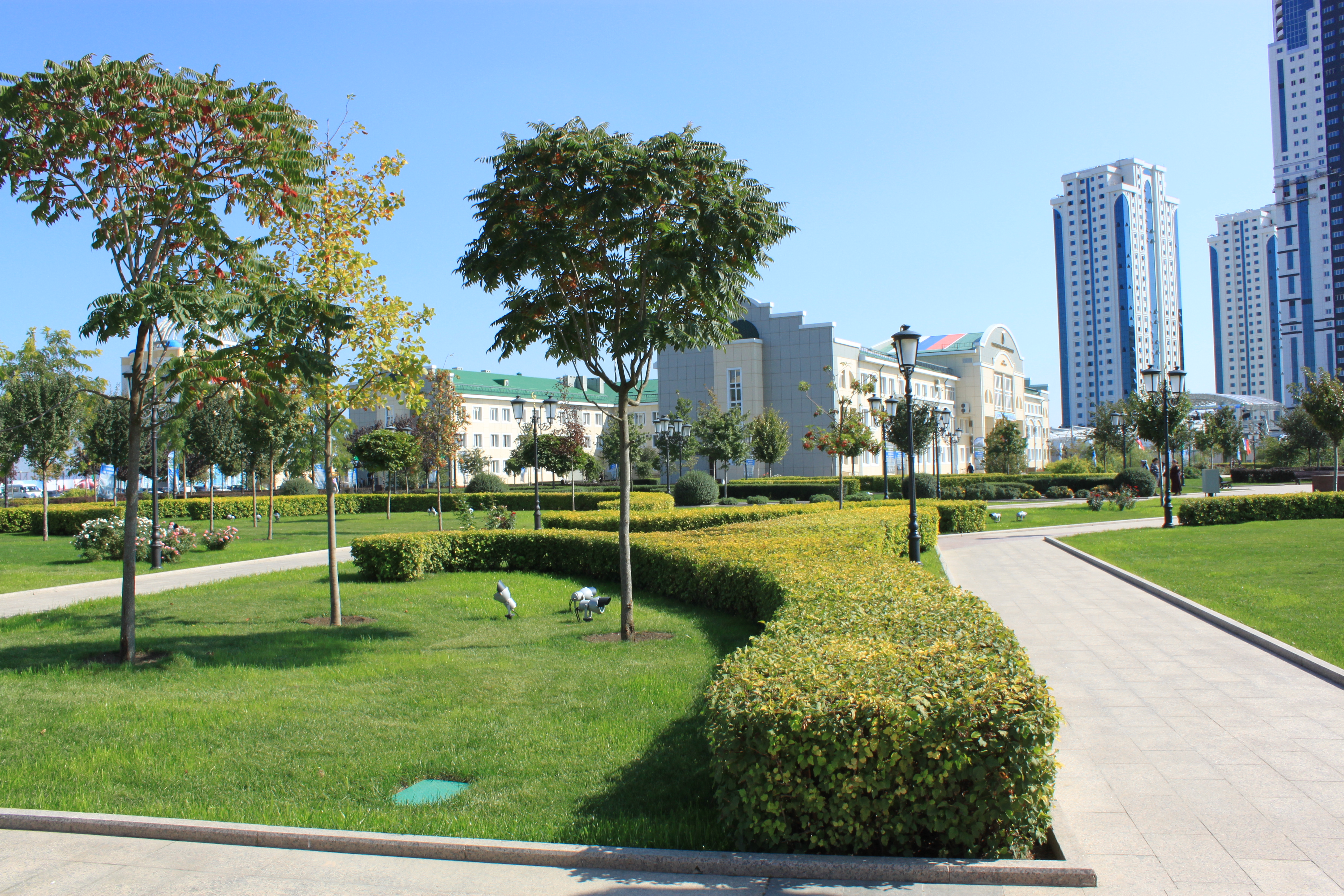
Parco del centro cittadino
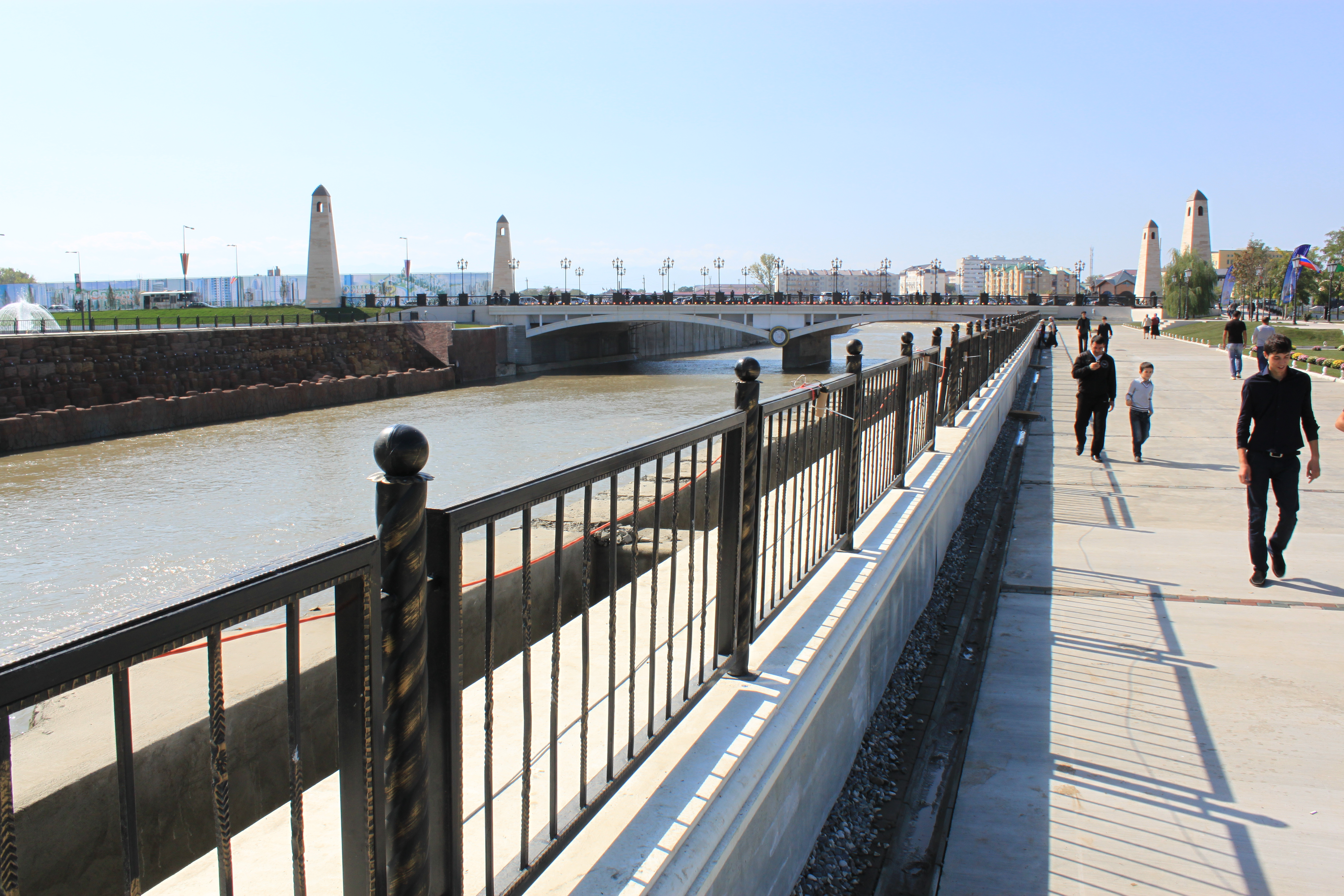
Fiume Sungha